# Тесаник (заказник)
Тесаник — лісовий заказник місцевого значення в Україні. Об'єкт розташований на території Свалявського району Закарпатської області, на захід від села Солочин. 
Площа 169,5 га. Статус присвоєно відповідно до рішення Закарпатської обласної ради від 27.08.2015 року № 1327. Перебуває у віданні ДП «Свалявське лісове господарство» (Полянське лісництво, квартали: 28, виділи 15, 16, 20, 21, 22; 30, виділ 1; 31, виділи 4, 5, 15, 16, 17). 
Статус присвоєно для збереження унікальних букових лісів, які наближені до пралісових. Зростають види, занесені до Червоної книги України: підсніжник білосніжний, шафран Гейфеля, листовик сколопендровий, лунарія оживаюча, скополія карніолійська. Виявлено угрупування бучини ведмежоцибулева, яка включена до Зеленої книги України. 
Заказник розташований серед мальовничих гір західної частини гірського масиву Синяк.